# غريفينو
غريفينو ((بالألمانية: Greifenhagen); بالكاشوبية: Gripiewò) هي بلدة في بوميرانيا شمال غرب بولندا تسكنها 22,500 نسمة (حسب إحصاء 2004). كما إنها مركز مقاطعة غريفينو في محافظة غرب بوميرانيا (منذ 1999).
تقع المدينة على الفرع الشرقي لنهر أودر وتبعد مسافة 20 كيلومتر (12 ميل) جنوب عاصمة بوميرانيا شتتين. أما الفرع الغربي لنهر أودر فيبعد مسافة كيلومترين 2 كـم (1 ميل) عن مركز البلدة، ويمثل الحدود مع ألمانيا منذ عام 1945. يربط طريق مستقيم بين غريفينو وبلدة مشرين الألمانية عبر النهرين.

## قائمة المدن الشقيقة
توأمة مدن
- بارلينك، بولندا
- برزنبروك، ألمانيا
- غارتس، ألمانيا
- راتسيخوفيتسه، بولندا
- شفيدت، ألمانيا

## الصور

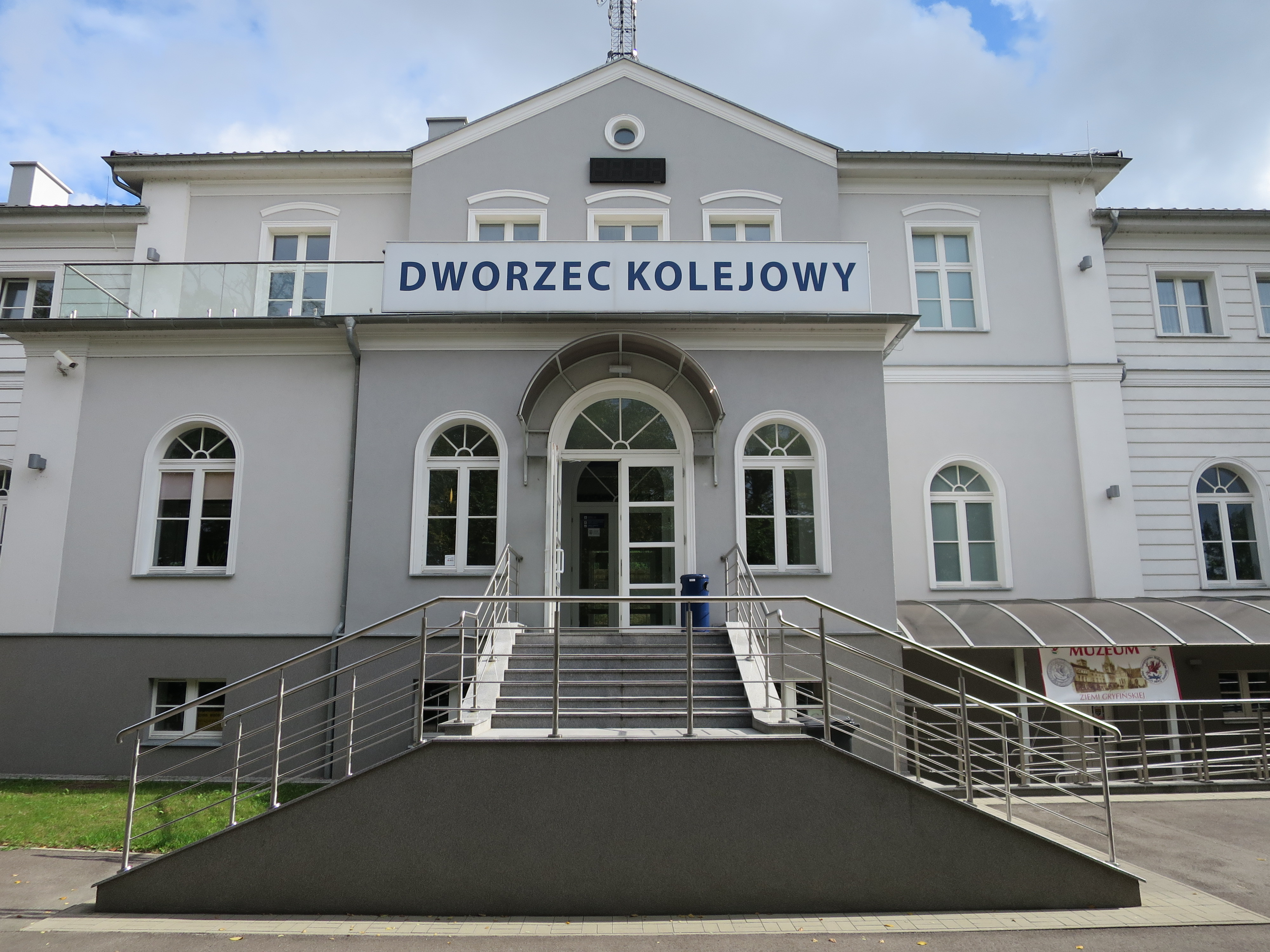
محطة القطار في غريفينو
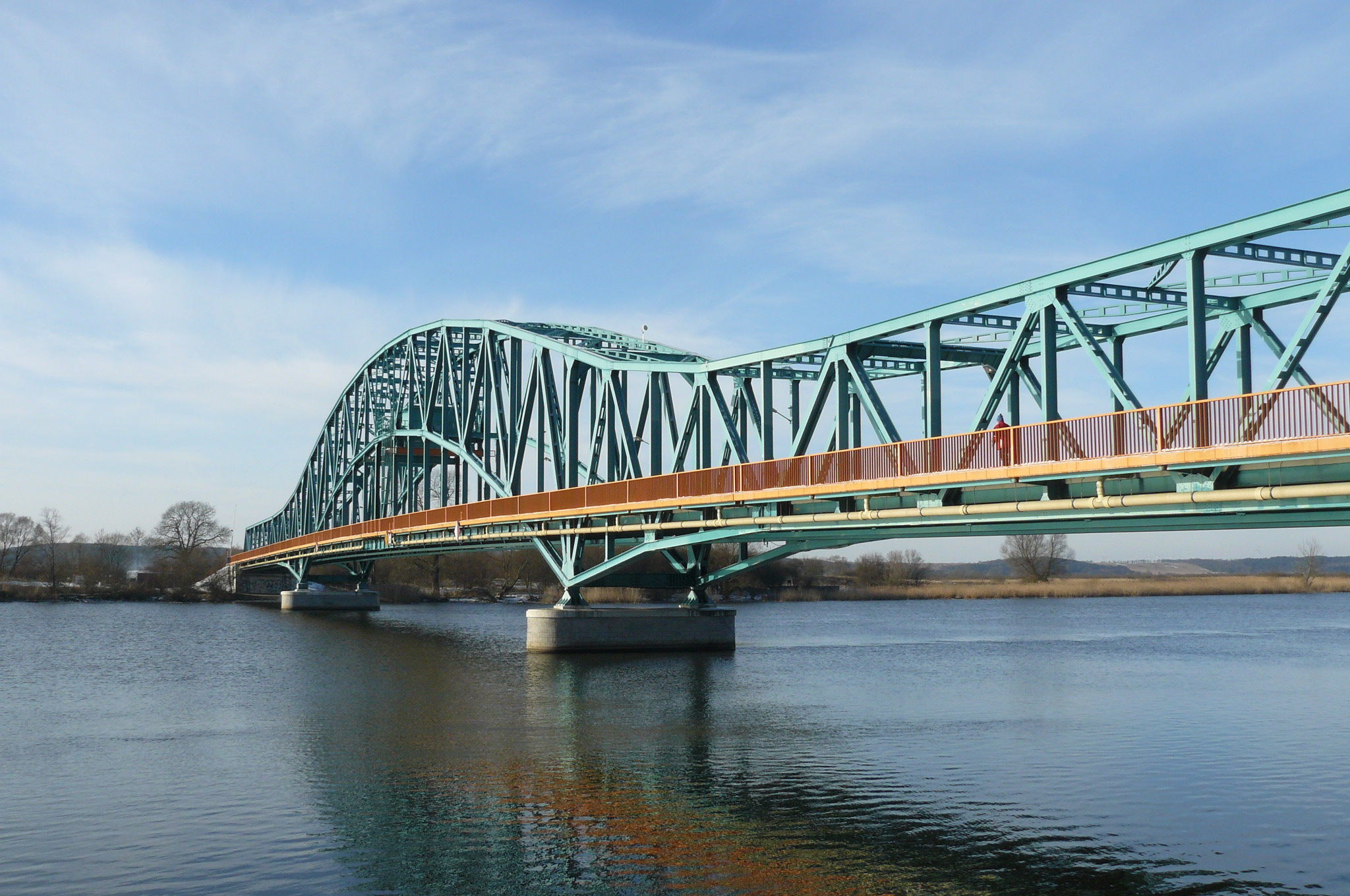
جسر على نهر أودر في غريفينو

## روابط خارجية
- الموقع الرسمي